# Pływanie na Letnich Igrzyskach Olimpijskich 1936 – 100 m stylem grzbietowym kobiet
100 m stylem grzbietowym kobiet – jedna z konkurencji pływackich rozgrywanych podczas XI Igrzysk Olimpijskich w Berlinie. Eliminacje odbyły się 11 sierpnia, półfinały 12 sierpnia, a finał 13 sierpnia 1932 roku.
Na półmetku wyścigu Holenderka Nida Senff miała znaczną przewagę nad rywalkami, ale wykonując nawrót nie dotknęła ściany basenu, co skutkowałoby dyskwalifikacją. Zdecydowała się więc zawrócić, jednak to spowodowało, że z pierwszego miejsca spadła na szóste. Prowadzenie objęła wtedy druga z reprezentantek Holandii Rie Mastenbroek, która jednak zahaczyła o liny torowe. Dzięki temu 20 m przed metą Senff odzyskała pozycję liderki i ostatecznie zwyciężyła wyścig, uzyskując czas 1:18,9. Srebro wywalczyła Mastebroek, która przypłynęła 0,3 s później. Brązowy medal, z czasem 1:19,4, zdobyła Amerykanka Alice Bridges.
Dwa dni wcześniej, podczas eliminacji, Nida Senff ustanowiła rekord olimpijski (1:16,6).
Tytułu mistrzyni olimpijskiej nie mogła bronić Eleanor Holm, która została usunięta z reprezentacji Stanów Zjednoczonych w trakcie podróży na igrzyska w Berlinie.

## Rekordy
Przed zawodami rekord świata i rekord olimpijski wyglądały następująco:
| Rekord            | Zawodniczka     | Czas   | Miejsce     | Data             |       |
| ----------------- | --------------- | ------ | ----------- | ---------------- | ----- |
| Rekord świata     | Rie Mastenbroek | 1:15,8 | Amsterdam   | 27 lutego 1936   | [ 1 ] |
| Rekord olimpijski | Eleanor Holm    | 1:18,3 | Los Angeles | 10 sierpnia 1932 | [ 2 ] |

W trakcie zawodów ustanowiono następujące rekordy:
| Data        | Etap konkurencji | Zawodniczka | Czas   | Rekord |
| ----------- | ---------------- | ----------- | ------ | ------ |
| 11 sierpnia | eliminacje       | Nida Senff  | 1:16,6 | OR     |

## Wyniki

### Eliminacje
Do półfinałów zakwalifikowały się cztery najlepsze pływaczki z każdego wyścigu.
Wyścig eliminacyjny 1
| Miejsce | Zawodniczka      | Państwo         | Czas   | Uwagi |
| ------- | ---------------- | --------------- | ------ | ----- |
| 1.      | Nida Senff       | Holandia        | 1:16,6 | Q,    |
| 2.      | Tove Bruunstrøm  | Dania           | 1:20,4 | Q     |
| 3.      | Lorna Frampton   | Wielka Brytania | 1:20,9 | Q     |
| 4.      | Anni Stolte      | III Rzesza      | 1:23,1 | Q     |
| 5.      | Kitty Mackay     | Australia       | 1:24,6 |       |
| 6.      | Irén Győrffy     | Węgry           | 1:25,8 |       |
| 7.      | Noel Oxenbury    | Kanada          | 1:28,9 |       |
| 8.      | Sieglinda Zigler | Brazylia        | 1:32,0 |       |

Wyścig eliminacyjny 2
| Miejsce | Zawodniczka       | Państwo           | Czas   | Uwagi |
| ------- | ----------------- | ----------------- | ------ | ----- |
| 1.      | Alice Bridges     | Stany Zjednoczone | 1:19,2 | Q     |
| 2.      | Truus Kerkmeester | Holandia          | 1:21,2 | Q     |
| 3.      | Phyllis Harding   | Wielka Brytania   | 1:22,1 | Q     |
| 4.      | Pat Norton        | Australia         | 1:22,3 | Q     |
| 5.      | Christel Rupke    | III Rzesza        | 1:23,7 |       |
| 6.      | Thérèse Blondeau  | Francja           | 1:23,8 |       |
| 7.      | Roma Wagner       | Austria           | 1:28,4 |       |

Wyścig eliminacyjny 3
| Miejsce | Zawodniczka     | Państwo           | Czas   | Uwagi |
| ------- | --------------- | ----------------- | ------ | ----- |
| 1.      | Edith Motridge  | Stany Zjednoczone | 1:21,0 | Q     |
| 2.      | Rie Mastenbroek | Holandia          | 1:22,0 | Q     |
| 3.      | Audrey Hancock  | Wielka Brytania   | 1:23,6 | Q     |
| 4.      | Tove Nielsen    | Dania             | 1:25,3 | Q     |
| 5.      | Mary McConkey   | Kanada            | 1:25,3 |       |
| 6.      | Yeung Sauking   | Republika Chińska | 1:36,4 |       |

### Półfinały
Do finału zakwalifikowały się trzy najlepsze pływaczki z każdego wyścigu oraz najszybsza zawodniczka spośród tych, które zajęły czwarte miejsca.
Półfinał 1
| Miejsce | Zawodniczka     | Państwo           | Czas   | Uwagi |
| ------- | --------------- | ----------------- | ------ | ----- |
| 1.      | Nida Senff      | Holandia          | 1:17,1 | Q     |
| 2.      | Edith Motridge  | Stany Zjednoczone | 1:19,1 | Q     |
| 3.      | Tove Bruunstrøm | Dania             | 1:19,1 | Q     |
| 4.      | Phyllis Harding | Wielka Brytania   | 1:19,8 | q     |
| 5.      | Anni Stolte     | III Rzesza        | 1:21,7 |       |
| 6.      | Pat Norton      | Australia         | 1:21,9 |       |

Półfinał 2
| Miejsce | Zawodniczka       | Państwo           | Czas   | Uwagi |
| ------- | ----------------- | ----------------- | ------ | ----- |
| 1.      | Rie Mastenbroek   | Holandia          | 1:19,1 | Q     |
| 2.      | Lorna Frampton    | Wielka Brytania   | 1:19,6 | Q     |
| 3.      | Alice Bridges     | Stany Zjednoczone | 1:20,4 | Q     |
| 4.      | Truus Kerkmeester | Holandia          | 1:21,3 |       |
| 5.      | Audrey Hancock    | Wielka Brytania   | 1:21,6 |       |
| 6.      | Tove Nielsen      | Dania             | 1:22,0 |       |

### Finał
| Miejsce | Zawodniczka     | Państwo           | Czas   | Uwagi |
| ------- | --------------- | ----------------- | ------ | ----- |
| 1. !    | Nida Senff      | Holandia          | 1:18,9 |       |
| 2. !    | Rie Mastenbroek | Holandia          | 1:19,2 |       |
| 3. !    | Alice Bridges   | Stany Zjednoczone | 1:19,4 |       |
| 4.      | Edith Motridge  | Stany Zjednoczone | 1:19,6 |       |
| 5.      | Tove Bruunstrøm | Dania             | 1:20,4 |       |
| 6.      | Lorna Frampton  | Wielka Brytania   | 1:20,6 |       |
| 7.      | Phyllis Harding | Wielka Brytania   | 1:21,5 |       |